# 阿洛夫拉斯
阿洛夫拉斯，是西班牙阿拉贡自治区特鲁埃尔省的一个市镇。总面积31平方公里，总人口62人（2018年），人口密度3人/平方公里。